# Ореховиця (Хорватія)
46°20′ пн. ш. 16°30′ сх. д. / 46.33° пн. ш. 16.50° сх. д.
Ореховиця (хорв. Orehovica) – громада і населений пункт в Меджимурській жупанії Хорватії.

## Населення
Населення громади за даними перепису 2011 року становило 2 685 осіб. Населення самого поселення становило 1 669 осіб.
Динаміка чисельності населення громади:
Динаміка чисельності населення центру громади:

## Населені пункти
Крім поселення Ореховиця, до громади також входять: 
- Подбрест
- Вуларія

## Клімат
Середня річна температура становить 10,37°C, середня максимальна – 24,88°C, а середня мінімальна – -6,33°C. Середня річна кількість опадів – 808,00 мм.
| Клімат поселення                              | Клімат поселення | Клімат поселення | Клімат поселення | Клімат поселення | Клімат поселення | Клімат поселення | Клімат поселення | Клімат поселення | Клімат поселення | Клімат поселення | Клімат поселення | Клімат поселення | Клімат поселення |
| Показник                                      | Січ.             | Лют.             | Бер.             | Квіт.            | Трав.            | Черв.            | Лип.             | Серп.            | Вер.             | Жовт.            | Лист.            | Груд.            |                  |
| Середній максимум, °C                         | 5,49             | 7,44             | 11,99            | 16,54            | 22,14            | 24,88            | 23,94            | 23,34            | 19,34            | 14,38            | 8,60             | 4,86             |                  |
| Середня температура, °C                       | −0,41            | 1,50             | 6,09             | 10,63            | 16,22            | 18,98            | 20,11            | 19,50            | 15,50            | 10,55            | 4,74             | 1,03             |                  |
| Середній мінімум, °C                          | −6,33            | −4,38            | 0,16             | 4,70             | 10,29            | 13,08            | 16,28            | 15,67            | 11,66            | 6,72             | 0,91             | −2,82            |                  |
| Норма опадів, мм                              | 40               | 41               | 51               | 63               | 71               | 91               | 85               | 84               | 78               | 74               | 75               | 55               |                  |
| Середньомісячна швидкість вітру, м/с          | 2.09             | 2.30             | 2.69             | 2.63             | 2.42             | 2.20             | 2.10             | 1.90             | 1.90             | 2.00             | 2.10             | 2.10             |                  |
| Середньомісячна сонячна радіація, кДж/м²·день | 4015             | 6733             | 10568            | 14961            | 19076            | 20997            | 21478            | 18844            | 13918            | 8601             | 4477             | 3252             |                  |
| --------------------------------------------- | ---------------- | ---------------- | ---------------- | ---------------- | ---------------- | ---------------- | ---------------- | ---------------- | ---------------- | ---------------- | ---------------- | ---------------- | ---------------- |
| Джерело:                                      |                  |                  |                  |                  |                  |                  |                  |                  |                  |                  |                  |                  |                  |